# Alexander Baumgärtel
Alexander Baumgärtel (Sint-Petersburg, 28 september 1972) is een Duits langebaanschaatser.

## Records

### Persoonlijke records
| Afstand     | Tijd     | Datum            | Baan           |
| ----------- | -------- | ---------------- | -------------- |
| 500 meter   | 38,95    | 15 januari 2000  | Hamar          |
| 1000 meter  | 1.16,21  | 27 februari 1999 | Berlijn        |
| 1500 meter  | 1.52,76  | 16 januari 2000  | Hamar          |
| 3000 meter  | 3.56,93  | 1 maart 2003     | Erfurt         |
| 5000 meter  | 6.38,11  | 18 februari 2001 | Hamar          |
| 10000 meter | 13.20,96 | 19 februari 2001 | Salt Lake City |

## Resultaten
| Jaar | EK Allround              | WK Afstanden         | Olympische Spelen    |
| ---- | ------------------------ | -------------------- | -------------------- |
| 1994 | NC20 (19e, 15e, 21e, -)  |                      | 23e 5000m            |
|      |                          |                      |                      |
| 1996 |                          | 10e 5000m 6e 10000m  |                      |
|      |                          |                      |                      |
| 1998 |                          | 13e 5000m            | 13e 5000m 10e 10000m |
|      |                          |                      |                      |
| 2000 | 12e (22e, 12e, 18e, 10e) | 16e 5000m 9e 10000m  |                      |
| 2001 |                          | 20e 5000m 13e 10000m |                      |
|      |                          |                      |                      |
| 2003 |                          | 16e 5000m            |                      |

(#, #, #, #) = afstandspositie op allroundtoernooi (500m, 5000m, 1500m, 10000m).
NC20 = niet gekwalificeerd voor de laatste afstand, maar wel als 20e geklasseerd in de eindrangschikking